# Pernille Blume
Pernille Blume, née le 14 mai 1994 à Herlev, est une nageuse danoise. Championne olympique du 50 mètres nage libre aux Jeux olympiques de Rio de Janeiro en 2016, elle compte également trois titres mondiaux en relais en petit bassin.

## Biographie
Née à Herlev au Danemark, Pernille Blume participe à ses premiers Jeux olympiques en 2012 sur les distances de 50 m et 100 m nage libre lors desquelles elle est éliminée dès les séries. Après les Jeux olympiques de Londres en 2012, elle décide de partir dans le groupe d'entraînement de Nice, dans le sud de la France, avec sa compatriote Lotte Friis, une décision qui contribue au titre danois sur le relais 4 × 100 mètres quatre nages lors des championnats du monde de natation en petit bassin 2012.
Un matin d'octobre 2015, à quelques mois des Jeux, Blume se réveille lors d'un stage aux États-Unis avec les pieds enflammés et décide d'arrêter la natation. Elle confirme sa décision lors du jour de l'an 2016, par manque de motivation et de résultats, lassée par la routine des entraînements. Blume reprend ses études et trouve un travail dans un magasin de vêtements, étiquetant les produits dans l'arrière-boutique. Au début du printemps, après trois mois loin des bassins, elle se remet à l'entraînement et réalise les minima olympiques le 15 avril 2016.
Lors des Jeux olympiques de Rio de 2016, Pernille Blume signe le meilleur temps des séries et des demies du 50 mètres nage libre avant de s'imposer en finale et de remporter le titre olympique avec un temps de 24 s 07, nouveau record national sur la distance. Elle devient la troisième championne olympique danoise en natation, la première depuis 1948. Quelques heures après son titre, elle gagne une médaille de bronze avec le relais danois sur le relais 4 × 100 mètres.
La médaille d'or olympique apporte une grande notoriété à la nageuse dans son pays et de nombreuses sollicitations médiatiques. Après son sacre olympique, une vidéo satirique de DR P3 créé la polémique en indiquant que la sportive a eu une couverture médiatique disproportionnée grâce à son physique avantageux en mettant en scène des nageurs chantant des propos sexistes. Le mois suivant, le groupe de hackers Fancy Bear diffuse en ligne les informations confidentielles de son dossier médical de l'Agence mondiale antidopage.
En 2019, la nageuse danoise est opérée du cœur à Copenhague pour une cardiopathie congénitale.
La notoriété de la triple médaillée olympique lui permet de participer à la dix-huitième saison de la version danoise de Dancing with the Stars, Vild med dans, compétition qu'elle termine en troisième position après s'être hissée jusqu’en finale avec son partenaire Morten Kjeldgaard.  

## Vie privée
Après avoir rencontré Florent Manaudou à l'Energy Standard en 2020, un groupe entraîné par James Gibson à Antalya en Turquie, Pernille Blume le suit et s'installe avec le nageur français à Marseille lorsque celui-ci décide de retourner en France. Elle passe les confinements dans le sud du pays et ne cache pas son mal-être à l'hiver 2020, car elle est éloignée de ses proches restés au Danemark. Lors des Jeux olympiques d'été de 2020, Blume remporte sa troisième médaille olympique en terminant à la troisième place du 50 mètres nage libre, dix minutes après la médaille d'argent de son compagnon Florent Manaudou,. Les images du couple de médaillés font le tour du monde,. Un mois après les Jeux, Blume et Manaudou annoncent leur intention de se marier,.

## Palmarès

### Jeux olympiques
- Jeux olympiques de 2016 à Rio de Janeiro ( Brésil) : 
  -  Médaille d'or du 50 mètres nage libre
  -  Médaille de bronze au titre du relais 4 × 100 mètres quatre nages

- Jeux olympiques d'été de 2020 à Tokyo ( Japon) :
  -  Médaille de bronze du 50 mètres nage libre

### Championnats du monde

#### Grand bassin
- Championnats du monde 2017 à Budapest ( Hongrie) :
  -  Médaille de bronze du 100 m nage libre

### Championnats du monde

#### Petit bassin
- Championnats du monde 2012 à Istanbul ( Turquie) :
  -  Médaille d'or au titre du relais 4 × 100 mètres quatre nages
  -  Médaille de bronze au titre du relais 4 × 100 mètres nage libre

- Championnats du monde 2014 à Doha ( Qatar) :
  -  Médaille d'or au titre du relais 4 × 50 mètres quatre nages
  -  Médaille d'or au titre du relais 4 × 100 mètres quatre nages
  -  Médaille de bronze au titre du relais 4 × 50 mètres nage libre

### Championnats d'Europe

#### Grand bassin
- Championnats d'Europe 2014 à Berlin ( Allemagne) : 
  -  Médaille d'or au titre du relais 4 × 100 mètres quatre nages

- Championnats d'Europe 2018 à Glasgow ( Royaume-Uni) :
  -  Médaille d'argent du 50 m nage libre
  -  Médaille de bronze au titre du relais 4 × 100 mètres nage libre

#### Petit bassin
- Championnats d'Europe en petit bassin 2011 à Szczecin ( Pologne) : 
  -  Médaille d'or au titre du relais 4 × 50 mètres quatre nages
  -  Médaille d'argent au titre du relais 4 × 50 mètres nage libre

- Championnats d'Europe en petit bassin 2012 à Chartres ( France) : 
  -  Médaille d'or au titre du relais 4 × 50 mètres nage libre
  -  Médaille d'or au titre du relais 4 × 50 mètres quatre nages

- Championnats d'Europe en petit bassin 2013 à Herning ( Danemark) : 
  -  Médaille d'or au relais 4 × 50 mètres nage libre
  -  Médaille d'argent au relais 4 × 50 mètres quatre nages